# Aethiopopactes nigricornis
Aethiopopactes nigricornis är en kräftdjursart som beskrevs av Karl Wilhelm Verhoeff 1942. Aethiopopactes nigricornis ingår i släktet Aethiopopactes och familjen Eubelidae. Inga underarter finns listade i Catalogue of Life.